# Cementerio de Yarborough
El Cementerio de Yarborough (en inglés: Yarborough Cemetery) es un cementerio histórico en la ciudad de Belice, en el país centroamericano de Belice. Fue el primer cementerio de la llamada "Honduras Británica", utilizado desde 1787 hasta 1896, creado para el entierro de los miembros de la Iglesia Anglicana en la época colonial. Fue llamado así por el magistrado que era dueño de la tierra. El cementerio fue renovado en 1999 con la adición de una cerca perimetral, áreas verdes y un muro conmemorativo de mármol destacando los nombres y las contribuciones de las personas enterradas allí. En 2009, el gobierno lo designó una reserva arqueológica.
El cementerio se encuentra cerca de la catedral de San Juan, y de la Casa de Gobierno.